# 浦野墓地群

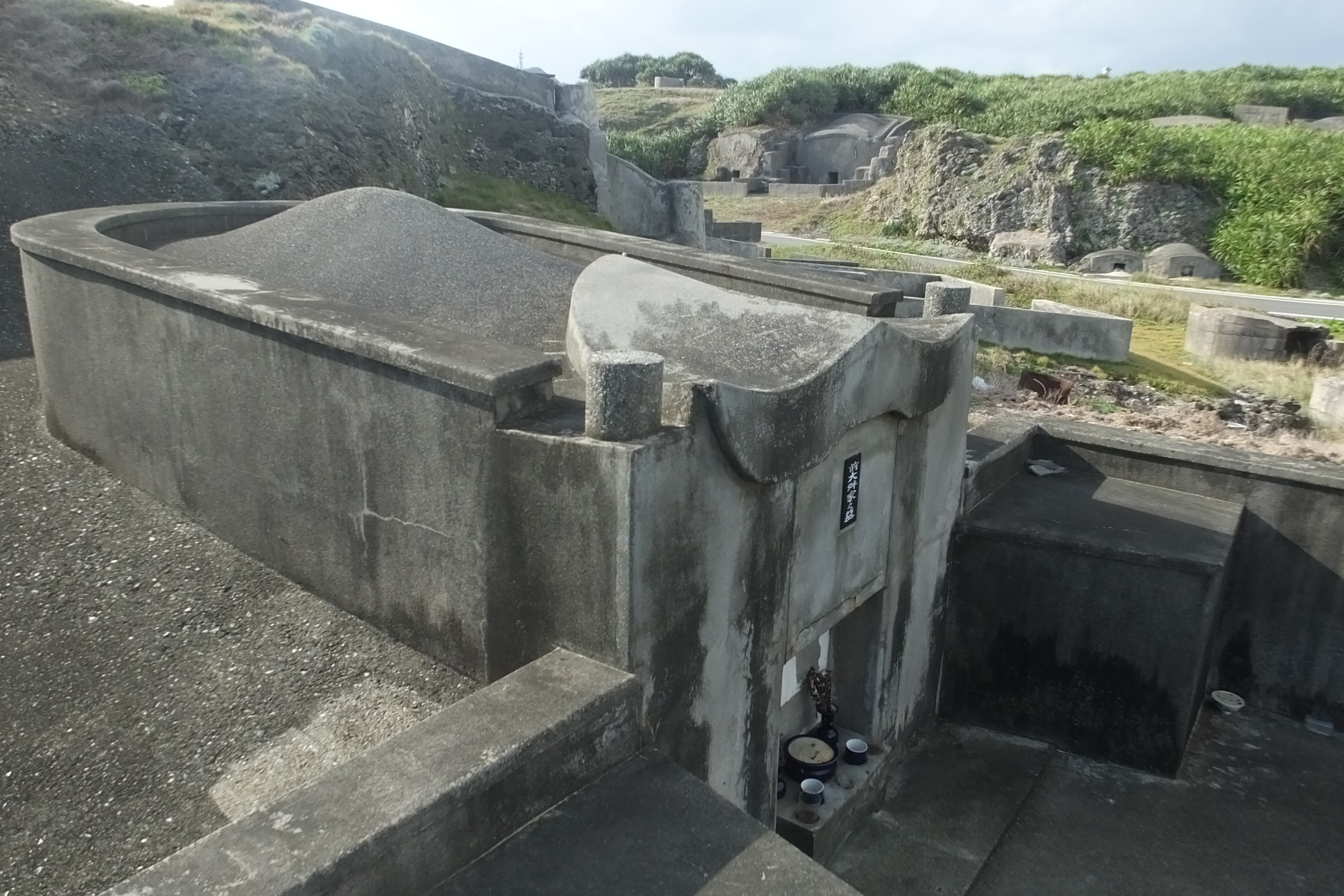
自然の地形を利用しさながら要塞のように見える亀甲墓が点在する浦野墓地群

浦野墓地群（うらのぼちぐん）は、与那国島の北東部にある墓地群。

## 概要
与那国島で最も大きな集落である祖納集落の北から東にかけて広がる集合墓地で、小さな古墳のような規模の大きな亀甲墓を中心に、荒野のような広大な敷地に広がり、「死者の都」などと形容されることがある。
与那国島では死者を埋葬する風習がなく、崖下などに安置する、風葬（崖葬）とする習慣が長年にわたり続けられてきた。崖葬墓の多くは当時の村落付近に設けられたが、後に岩窟に遺体を安置して入口を土や石で封鎖し墓にするようになり、この形態が一般に広まり現在の亀甲墓になった。立地・方角・形態・寸法のすべてにおいて墓地風水が一貫する。墓地を抜けた東側には通称「六畳ビーチ」がある。
浦野墓地群は、Dr.コトー診療所のロケでも使用された。

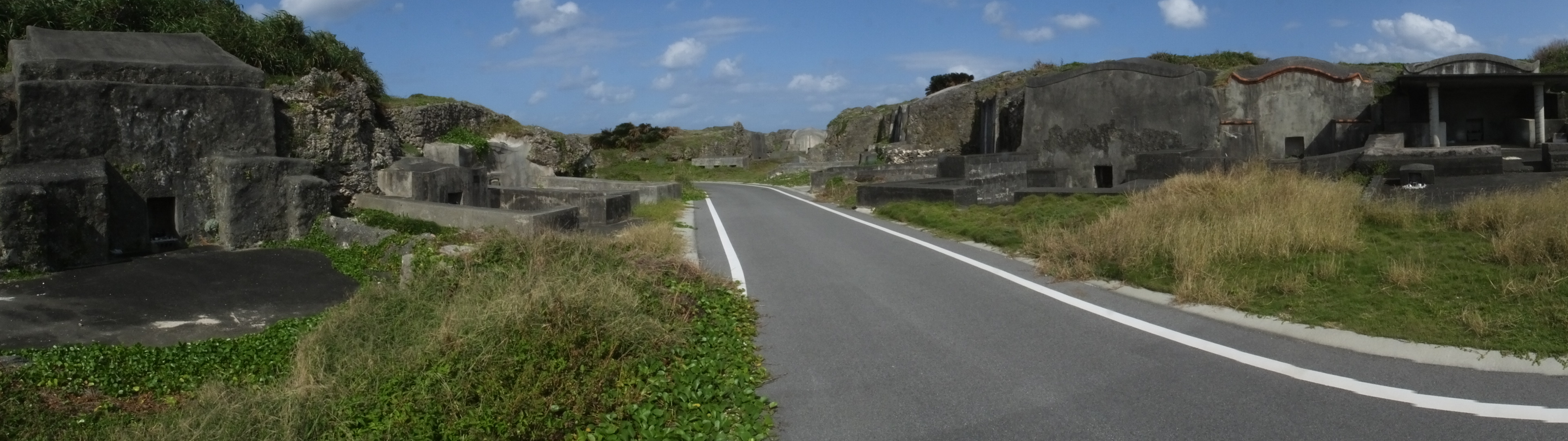
道路を挟んで広大に広がる浦野墓地群

## ギャラリー

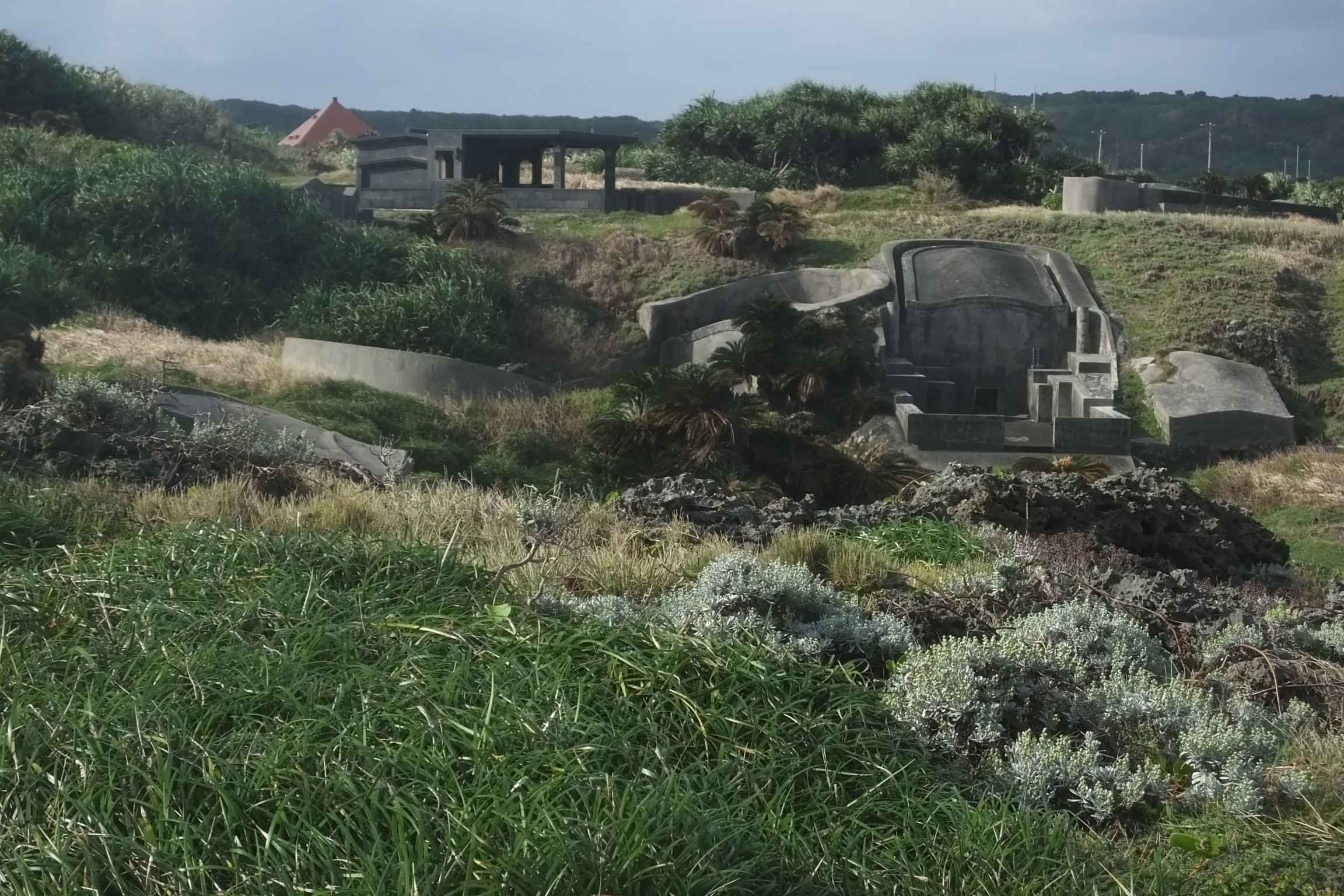
死者の都とも形容される。背後左にピラミッド型の1億円の墓が見える。
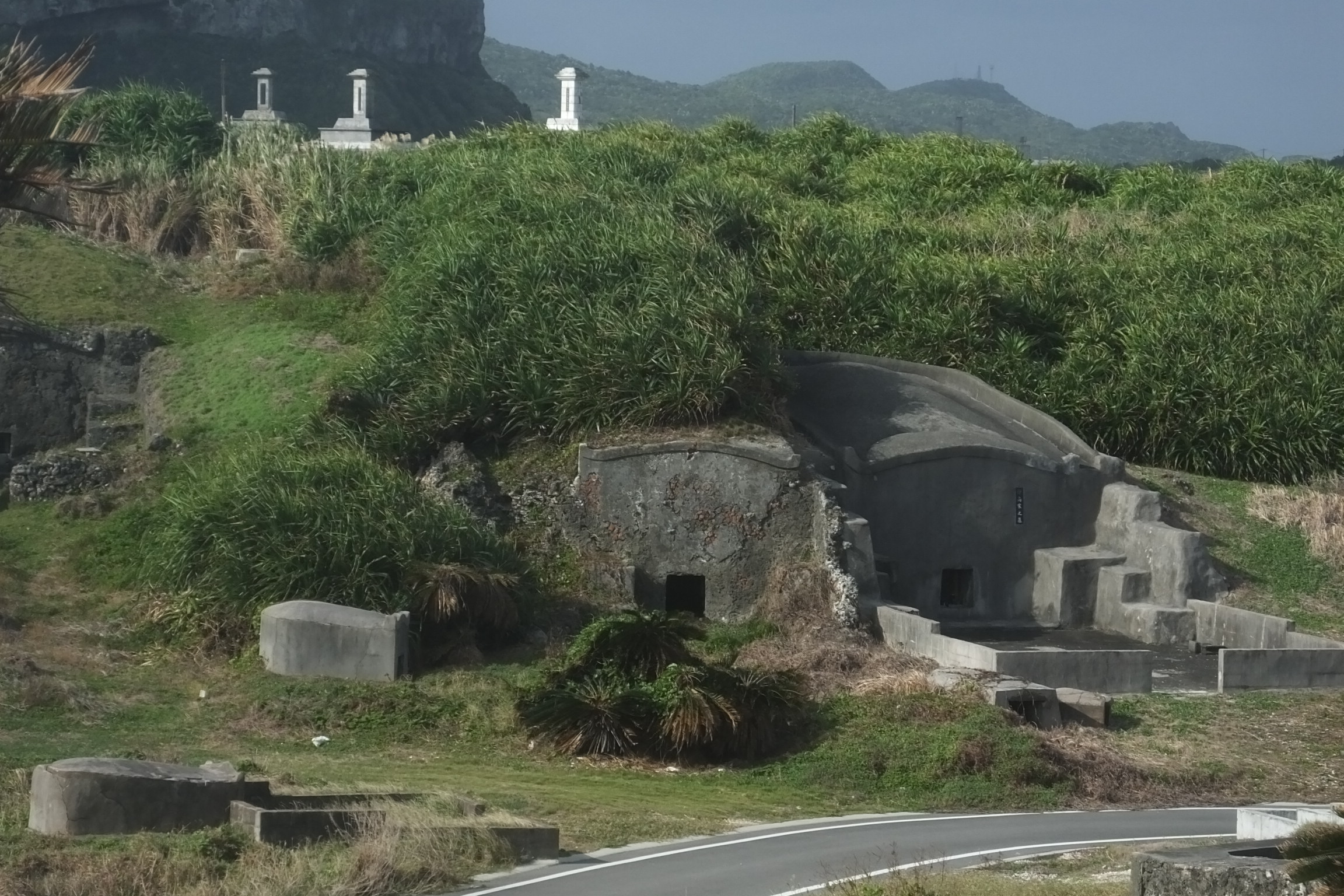
様々な形態の墓が点在する
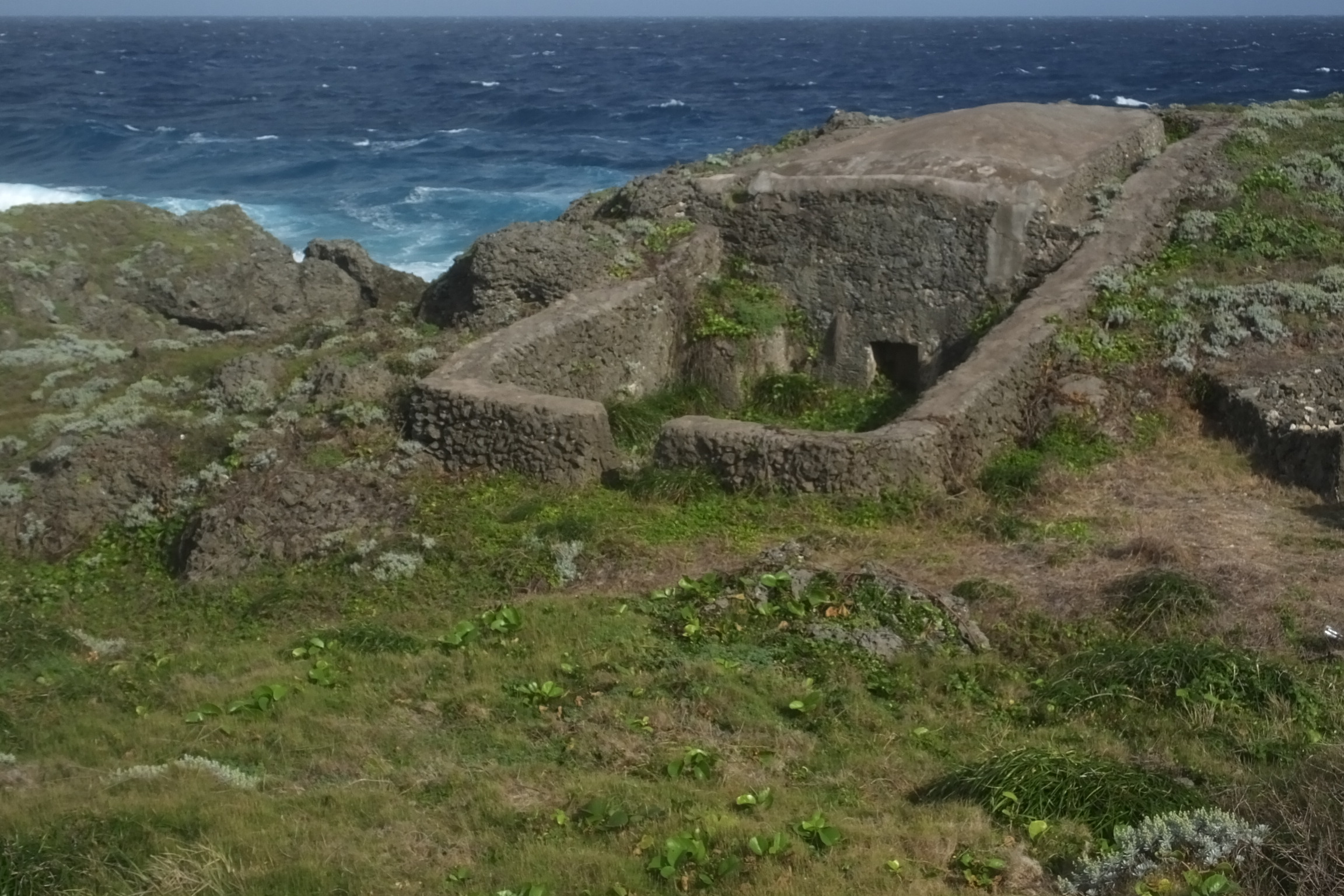
海辺の亀甲墓。立地・方角・形態・寸法のすべてにおいて墓地風水が一貫する。
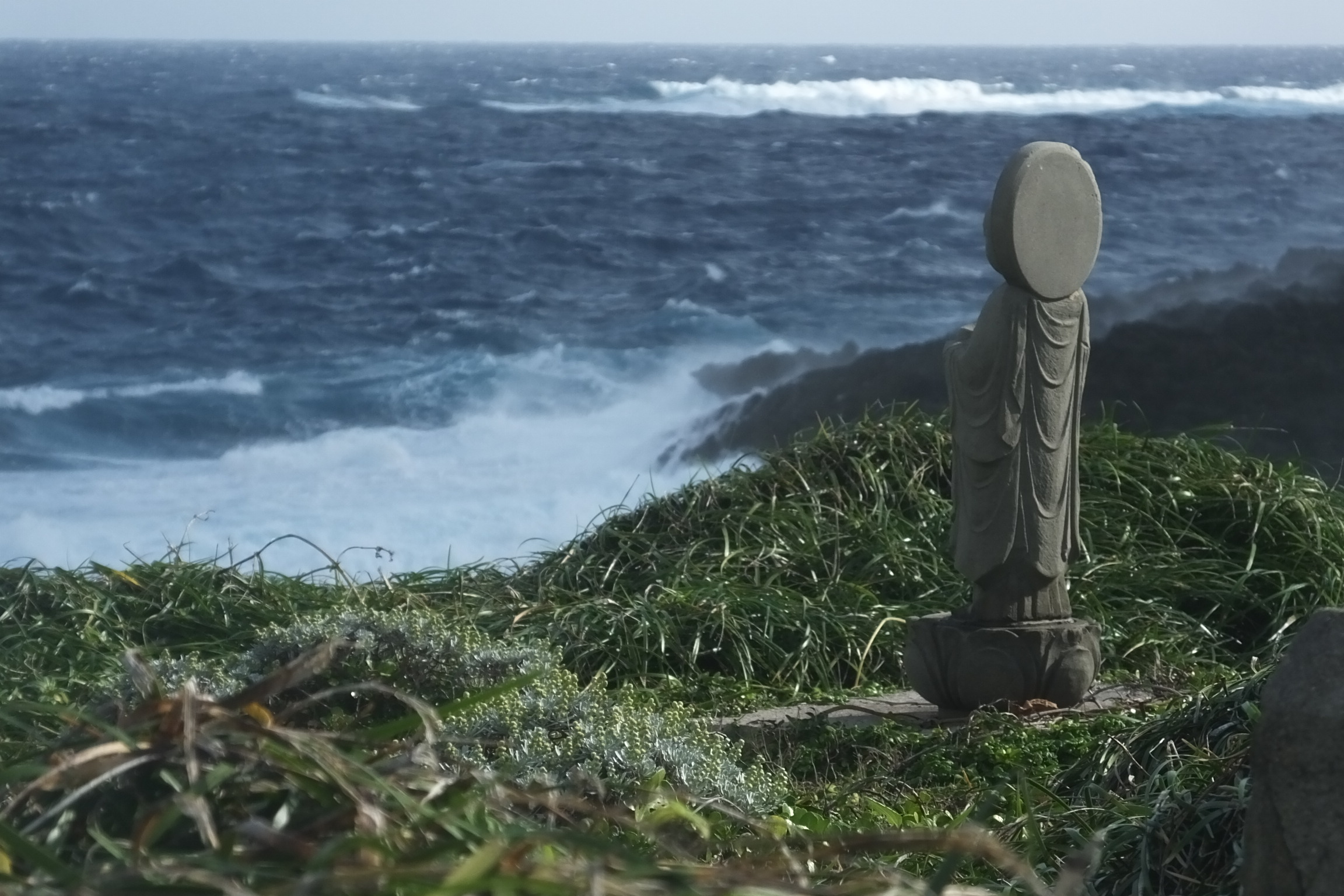
海に向かって立つ地蔵。厳しい自然環境がしのばれる。

## 1億円の墓

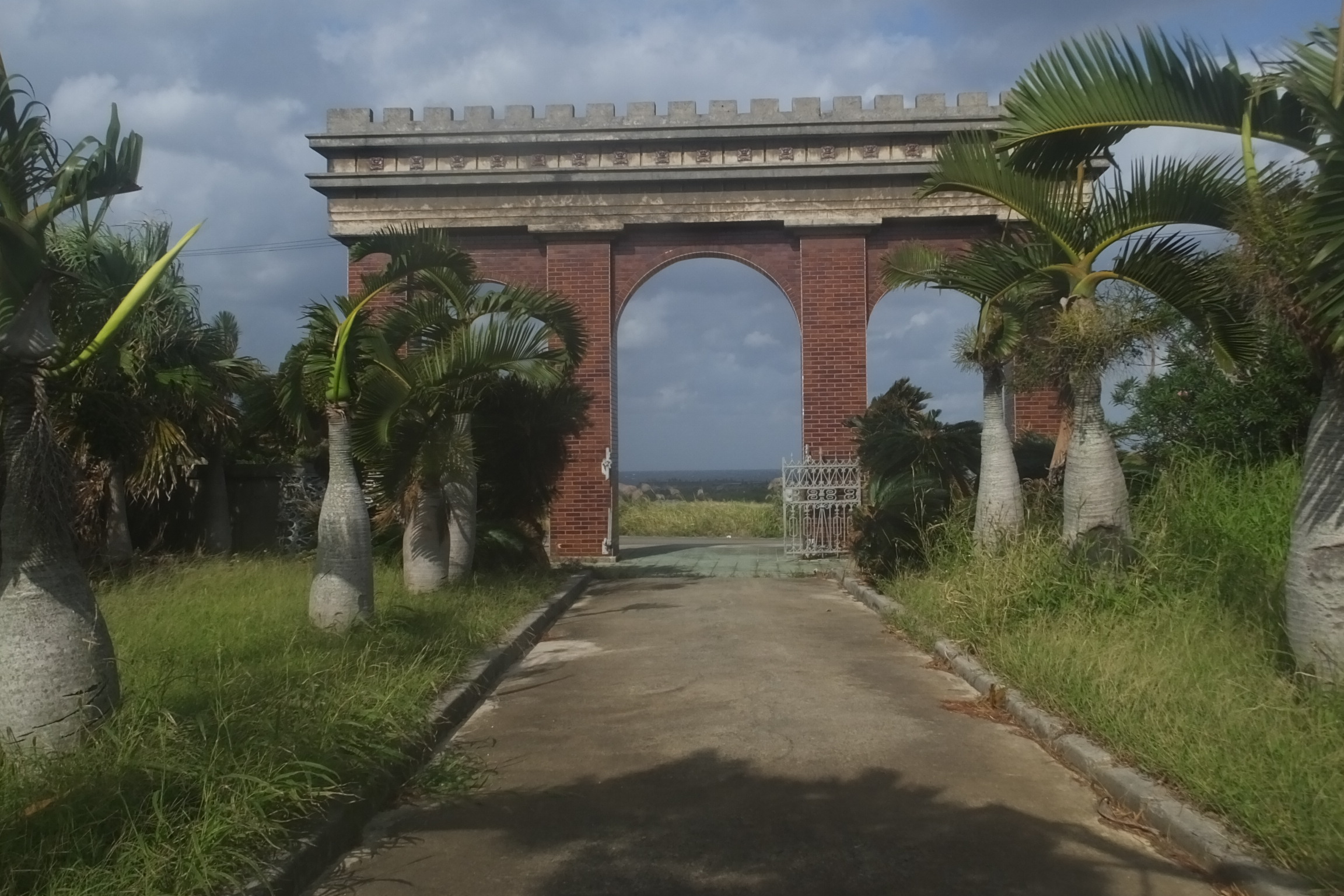
1億円の墓の凱旋門

墓地の一角には、凱旋門のような形状の門のあるピラミッド型の墓があり、通称「1億円の墓」と呼ばれ、地元の実業家の墓である。